# Punkt węzłowy

N_{1,2} - punkty węzłowe

Punkty węzłowe, punkty nodalne – punkty przecięcia się z osią optyczną soczewki lub układu optycznego, promieni, które przy przejściu przez układ nie zmieniają kierunku, a doznają jedynie przesunięć równoległych. 
W opisach panoram terminy: punkt węzłowy i punkt nodalny błędnie są używane do oznaczenia punktu bez paralaksy.
Używa się też określenia środek optyczny soczewki określając jeden punkt na osi soczewki o ww. właściwościach. Dla soczewki cienkiej leży on w przybliżeniu w środku geometrycznym soczewki.